# Macromia euterpe
Macromia euterpe är en trollsländeart som beskrevs av Harry Hyde Laidlaw, Jr. 1915. Macromia euterpe ingår i släktet Macromia och familjen skimmertrollsländor. IUCN kategoriserar arten globalt som livskraftig. Inga underarter finns listade i Catalogue of Life.